# Spasskaja (obwód wołogodzki)
Spasskaja (ros. Спасская) – wieś w Rosji, w rejonie charowskim obwodu wołogodzkiego. W 2010 r. liczyła 1 mieszkańca.